# Clopidogrel
Clopidogrel, được bán dưới tên thương mại Plavix cùng với một số những tên khác, là thuốc kháng tiểu cầu được sử dụng để giảm nguy cơ bệnh tim và đột quỵ ở những người có nguy cơ cao mắc hai bệnh này. Chúng cũng được sử dụng cùng với aspirin trong điều trị đau tim và sau khi đặt một stent động mạch vành (điều trị kháng tiểu cầu kép). Thuốc được dùng bằng đường uống. Hiệu ứng sẽ xuất hiện sau khoảng 2 giờ sau khi sử dụng thuốc và sẽ kéo dài trong 5 ngày.
Các tác dụng phụ thường gặp bao gồm nhức đầu, buồn nôn, dễ bầm tím, ngứa và ợ nóng. Tác dụng phụ nghiêm trọng hơn có thể có như chảy máu và xuất huyết giảm tiểu cầu thrombocytopenic. Mặc dù không có bằng chứng về tác hại của việc sử dụng trong khi mang thai, việc sử dụng cho những đối tượng này vẫn chưa được nghiên cứu kỹ. Clopidogrel thuộc nhóm thuốc kháng tiểu cầu thienopyridine. Nó hoạt động bằng cách ức chế không thuận nghịch một thụ thể gọi là P2Y12 trên tiểu cầu.
Clopidogrel lần đầu tiên được viết vào năm 1982 và được chấp thuận cho sử dụng y tế vào năm 1998. Nó nằm trong danh sách các thuốc thiết yếu của Tổ chức Y tế Thế giới, tức là nhóm các loại thuốc hiệu quả và an toàn nhất cần thiết trong một hệ thống y tế. Chi phí bán buôn ở các nước đang phát triển là khoảng 0,77 đến 31,59 USD mỗi tháng. Tại Hoa Kỳ chi phí cho một tháng điều trị là ít hơn 25 USD.